# 러브송 (드라마)
《러브송》(일본어: ラヴソング)은 후지 TV 계열의 〈게츠쿠〉 시간대에서 2016년 4월 11일부터 6월 13일까지 방송된 일본의 텔레비전 드라마이다. 주연은 후쿠야마 마사하루.

## 개요
말더듬증 때문에 대인 관계에 서투른 소녀와, 전 뮤지션으로 임상심리사인 주인공이 음악을 통해 마음을 통하게 하는 러브 스토리.

## 캐스트
- 카미시로 코헤이 - 후쿠야마 마사하루
- 사노 사쿠라 - 후지와라 사쿠라
- 아마노 소라이치 - 스다 마사키
- 나카무라 마미 - 카호
- 마스무라 타이조 - 타나카 테츠시
- 사사 유지 - 우자키 류도
- 시시도 나츠키 - 미즈노 미키

## 스태프
- 각본 - 쿠라미츠 야스코, 카미모리 마리에
- 음악 - 칸노 유고
- 주제가 - 후지와라 사쿠라 〈Soup〉 (SPEEDSTAR RECORDS)
- 프로듀스 - 스즈키 요시히로, 쿠사가야 타이스케
- 연출 - 니시타니 히로시, 히라노 신, 아이자와 히데유키
- 제작 - 후지 TV 드라마 제작 센터

## 방송 일자
| 각 화                                                      | 방송일          | 부제                                                                        | 각본            | 연출              | 시청률 |
| ---------------------------------------------------------- | --------------- | --------------------------------------------------------------------------- | --------------- | ----------------- | ------ |
| 제1화                                                      | 2016년 4월 11일 | 당신에게 이 목소리를 보내고 싶어!! 단 하나의 사랑과 노래가 인생을 바꿔간다! | 쿠라미츠 야스코 | 니시타니 히로시   | 10.6%  |
| 제2화                                                      | 4월 18일        | 7초의 용기로 세계가 변한다                                                  | 쿠라미츠 야스코 | 니시타니 히로시   | 9.1%   |
| 제3화                                                      | 4월 25일        | 당신을 생각하며 노래하고 있습니다!                                          | 쿠라미츠 야스코 | 니시타니 히로시   | 9.4%   |
| 제4화                                                      | 5월 2일         | 이야기는 새로운 전개에! 눈물의 키스                                         | 쿠라미츠 야스코 | 히라노 신         | 8.5%   |
| 제5화                                                      | 5월 9일         | 나와 당신의 끝나지 않는 노래                                                | 카미모리 마리에 | 히라노 신         | 8.4%   |
| 제6화                                                      | 5월 16일        | 닿아라…이런 노래가 됐어                                                     | 쿠라미츠 야스코 | 아이자와 히데유키 | 6.8%   |
| 제7화                                                      | 5월 23일        | 흘러넘치는 마음…눈물의 고백                                                 | 쿠라미츠 야스코 | 히라노 신         | 6.8%   |
| 제8화                                                      | 5월 30일        | 너와 키스를 한 밤                                                           | 쿠라미츠 야스코 | 아이자와 히데유키 | 7.4%   |
| 제9화                                                      | 6월 6일         | 내가 최후에 하고 싶은 일…                                                   | 카미모리 마리에 | 히라노 신         | 8.0%   |
| 최종화                                                     | 6월 13일        | 희망이라는 이름의 마지막 노래                                               | 쿠라미츠 야스코 | 니시타니 히로시   | 9.3%   |
| 평균 시청률 8.5% (시청률은 칸토 지구·비디오 리서치사 조사) |                 |                                                                             |                 |                   |        |

- 첫회 30분 확대.